# Maj Sjöwall
 Der er for få eller ingen kildehenvisninger i denne artikel, hvilket er et problem. Du kan hjælpe ved at angive troværdige kilder til de påstande, som fremføres i artiklen.

Maj Sjöwall (født 25. september 1935, død 29. april 2020) var en svensk forfatter og journalist. Hun var mest kendt for serien på ti samfundskritiske kriminalromaner "Roman om ett brott" (dansk: "Roman om en forbrydelse") med Martin Beck som hovedperson. Hun skrev dem 1965-1975 sammen med Per Wahlöö.
I filmserien med Gösta Ekman som Martin Beck har Maj Sjöwall ofte haft små cameo-roller.
Maj Sjöwall var i 8 år bosiddende på Christianshavn.
Serien om Martin Beck:
- Roseanna, 1966
- Manden som gik op i røg, 1967
- Manden på balkonen, 1968 / Manden på altanen
- Endestation Mord, 1969 / Den grinende strisser
- Brandbilen som forsvandt, 1970
- Strisser, strisser, 1970
- Den afskyelige mand, 1972
- Det lukkede rum, 1973
- Politimorderen, 1974
- Terroristerne, 1975